# Нина де Грамонт
Нина де Грамонт (енгл. Nina de Gramont,  1950), такође позната по свом псеудониму Марина Геснер, америчка је књижевница.

## Биографија
Нина де Грамонт пише романе и приповедаке. Написала је и неколико романа за младе. Предаје креативно писање на Универзитету Северне Каролине Вилмингтон. Живи са ћерком, псом Изабел и Мишел, и мужем, писцем Дејвидом Геснером.
Њен роман Афера Кристи је међународни бестселер и бестселер Њујорк Тајмса, и избор Књижарског клуба Рис Видерспун за фебруар 2022. Афера Кристи је преведена на више од двадесет језика.

## Виблиографија

### Романи
- The Gossip of Starlings (2008).
- The Last September (2015).
- The Christie Affair (Афера Кристи) (2022).

### Приповетке
- Of Cats and Men (2001).

### Романи за младе
- Every Little Thing in the World (2010).
- Meet Me at the River (2013).
- The Boy I Love (2014).